# The Pineapple Incident
"The Pineapple Incident" es el décimo episodio de la primera temporada de How I Met Your Mother. Se estrenó el 28 de noviembre de 2005. Es el episodio más visto en la primera temporada y de hecho es el episodio más visto de toda la serie, exceptuando el doble capítulo Last Forever, que supone el fin de la serie.

## Trama
En este episodio, Barney, Marshall, y Lily convencen a Ted de que tome cinco tragos del "Dragón Rojo" (una bebida especial realizada por Carl, el mesero de Maclaren's) para que Ted no piense, sino que haga. Ted se desmaya y a la mañana siguiente despierta con una chica que no recuerda a su lado en la cama, una piña en su mesilla de noche, y un tobillo torcido. También descubre que su abrigo ha sido quemado. Ted le pregunta a Marshall y Lily sobre que pasó en la noche, y los dos le cuentan que cantó con la máquina de discos en el bar mientras estaba de pie en una mesa. También estuvo hablando por teléfono con Robin mientras estaba cantando. Posteriormente se cayó de la mesa (lo que explica el tobillo torcido) y Marshall y Lily lo llevaron a su cama. Sin embargo, no saben el por qué hay una chica en su cama y por qué hay una piña en la mesa de luz de Ted, y la razón del por qué su abrigo está quemado. Ted llama a Barney, pensando que quizás sepa lo que pasó.
Después de encontrar a Barney en la bañera, Ted le pregunta sobre qué pasó en la noche, y Barney le dice que Ted huyó de la cama después de que Marshall y Lily lo pusieran ahí. Iba a volver a llamar a Robin, así que prendió fuego al abrigo de Ted. Barney le dice a Ted que después de divertirse, volvió a poner a Ted en su cama. Ted descubre que alguien escribió en su brazo, diciendo que llame a ese número si Ted es encontrado inconsciente en alguna parte. Ted llama al número, y descubre que pertenece al camarero, Carl. Carl le cuenta a Ted que él quería vomitar y fue al baño (terminando así con la racha de no vomitar desde 1993) y le dijo el significado de la palabra karaoke, y que quería ir a ver pingüinos al zoológico, pero antes de eso el hizo una llamada, y le dijo a Robin que se gustaban para que vaya y hagan algo "loco". Basado en esta información, Marshall, Lily y Barney creen que la chica misteriosa en la cama de Ted es Robin, pero mientras Ted intenta despertar a la chica, llama Robin. 
La chica en la cama, Trudy (interpretada por Danica McKellar), se despierta, y explica su parte de la historia, diciéndole a Ted que él no vomitó después de todo y que se intercambiaron el número de teléfono con él en el baño de las mujeres en el bar. Ted le dice a Trudy que se esconda cuando llega Robin, y Trudy se va por la escalera de incendios antes que Ted le pueda mostrar a Robin que ha seguido adelante. El Ted del futuro explica que Trudy nunca respondió a sus mensajes posteriores, y que nunca supo de donde vino la piña, pero la comieron de todas formas.
Sin embargo, el 23 de septiembre de 2015 salió a la venta la novena temporada de la serie con su respectivo material extra, en el que se revela la procedencia de esta fruta: en su noche de borrachera, Ted visita la casa de "El Capitán", quien como muestra de hospitalidad deja una piña en la puerta de su hogar. A causa de su ebriedad Ted la roba, mucho antes de conocer al dueño de la casa.
El protagonista logra resolver este misterio luego de que Lily fuera hasta la casa del Capitán para hacerse un test de embarazo después de una gran pelea con su esposo. Es allí donde Ted ve una piña en la puerta del hogar, y al preguntarle al Capitán para qué estaba allí, este contesta que siempre las ponía como muestra de hospitalidad. Al escuchar esto, Ted recuerda haber robado la fruta de la puerta de la casa del Capitán en Nueva York.

## Música
- La canción que canta Ted es "Voices" de Cheap Trick.